# Chiesa dei Santi Pietro e Paolo (Ormskirk)
La chiesa dei Santi Pietro e Paolo (in inglese Church of St. Peter and St. Paul) è la parrocchiale anglicana che si trova a Ormskirk villaggio e parrocchia civile del Lancashire nel Nord Ovest dell'Inghilterra, Regno Unito. La storia del luogo di culto inizia almeno nel XII secolo, rientra nella diocesi di Liverpool ed è considerato un monumento classificato di seconda categoria per il suo particolare interesse storico e architettonico.

## Storia

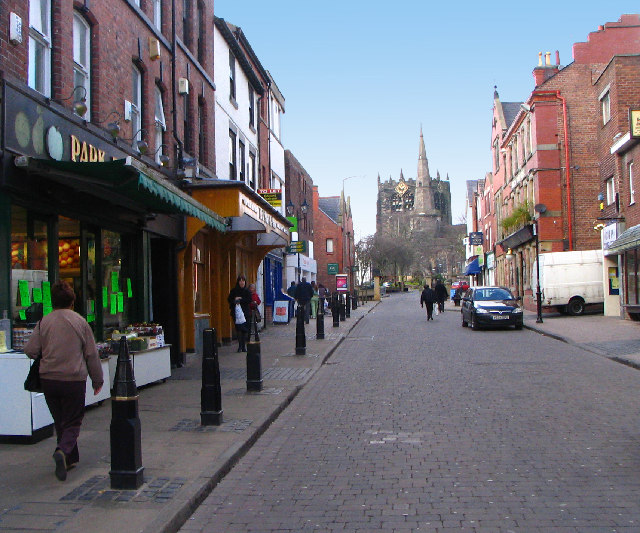
Church Street a Ormskirk. Sullo sfondo la chiesa parrocchiale

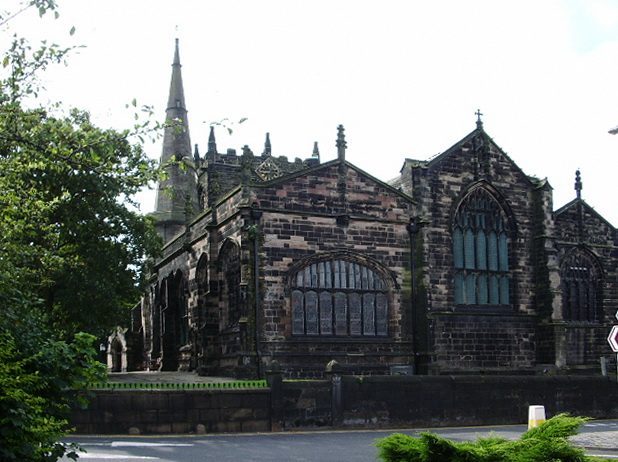
Chiesa dei Santi Pietro e Paolo

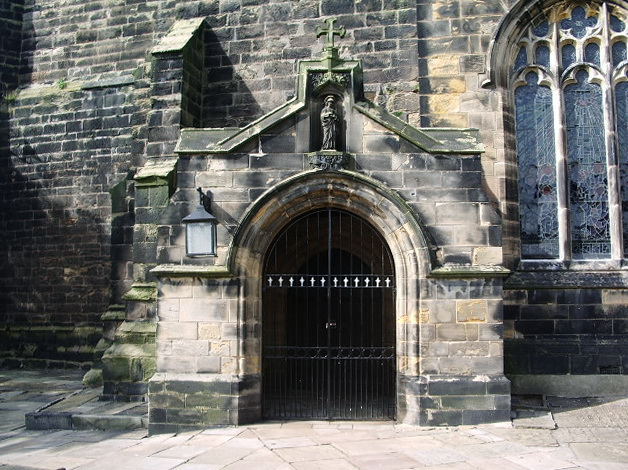
Portale laterale

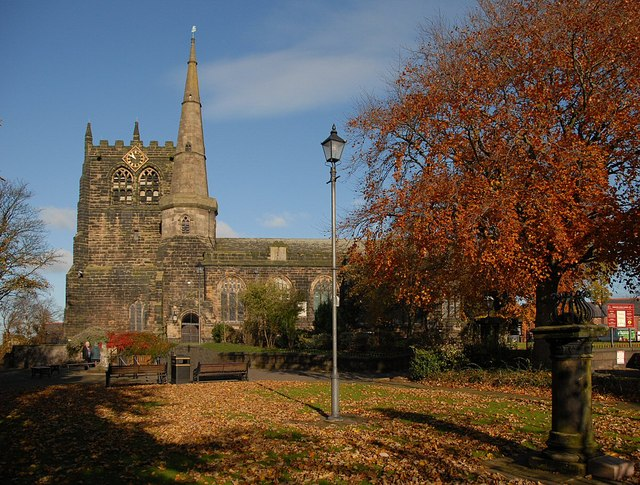
Esterni della chiesa dei Santi Pietro e Paolo

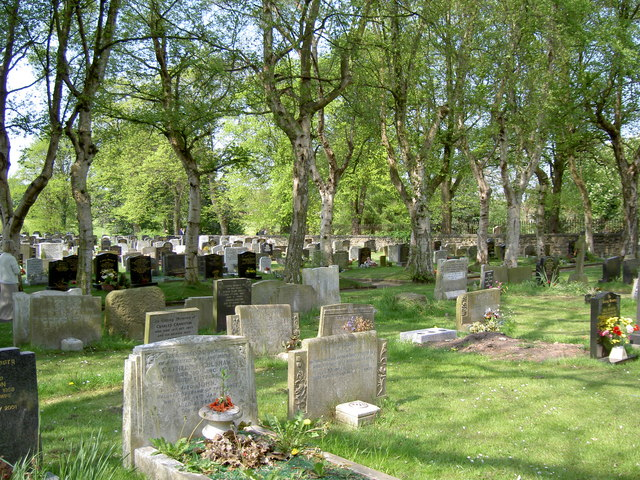
Cimitero della chiesa

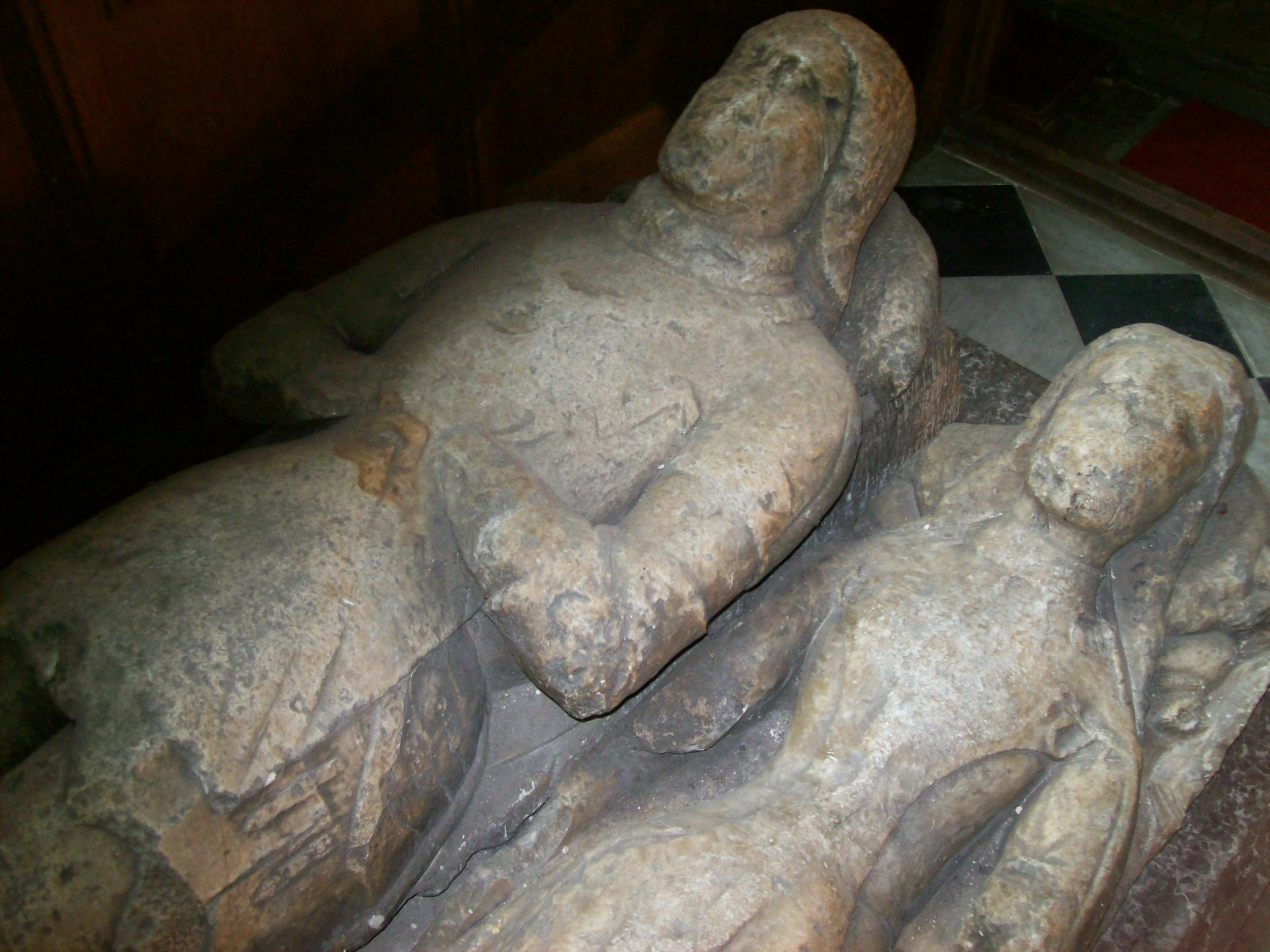
Lapide tombale con figure scolpite conservata nella sala

Ormskirk non compare nel Domesday Book e la prima testimonianza di una chiesa a Ormskirk risale al 1189 e si trova nei documenti relativi alla fondazione del vicino priorato di Burscough. Nel presbiterio della chiesa che ci è pervenuta si trova una finestra tardo normanna che potrebbe risalire a quel primo edificio. Il resto della struttura risale al XII secolo ed è stata oggetto di ampi restauri. Sulla sua particolarità del doppio campanile si tramanda una leggenda popolare secondo la quale le due figlie di Orm, signore locale, non riuscirono a mettersi d'accordo se la chiesa dovesse avere una torre o una guglia, e così le fecero costruire entrambe. Storicamemnte tuttavia è noto che la guglia era già in piedi quando quattro campane furono portate dal priorato di Burscough dopo la Dissoluzione del 1536, ma venne considerata troppo fragile per sostenerle, e così le fu costruita vicino una robusta torre. Nel XVI secolo l'edificio fu oggetto di molti lavori di ricostruzione e restauro, come dimostrano sia le prove documentali sia i resti dei lavori. La grande torre occidentale può essere datata tra il 1540 e il 1550. Il fatto che sul lato orientale di questa torre l'apice della modanatura si trovi sulla linea mediana della navata originaria dimostra che a quest'epoca tarda le arcate della navata si trovavano quasi certamente nella loro posizione originale e che l'arcata meridionale non occupava la sua posizione fino a dopo la costruzione della torre occidentale. Ma deve essere stata costruita quasi subito dopo, e le parole del lascito di John Bochard indicano evidentemente che si trattava di altri lavori oltre alla torre in corso. La pianta mostra che l'antica arcata meridionale avrebbe prodotto un effetto molto sbilanciato rispetto al nuovo arco della torre occidentale, e che il rimedio più ovvio sarebbe stato ricostruirla più a nord, lungo la linea del muro meridionale del presbiterio, ma questo non accadde. Non è chiaro se in quel periodo fosse rimasta una qualche forma di disposizione transettale, ma le prove suggeriscono che fosse così, almeno sul lato sud. Nel tardo restauro, sia le arcate sia l'intera navata nord furono ricostruite, e qualsiasi ulteriore informazione che avrebbero potuto fornire sulla storia della chiesa è stata definitivamente distrutta. La cappella sud-est, o cappella di Derby, è, ad eccezione della parete della navata sud del XVIII secolo, l'opera più recente della chiesa, le cui modanature mostrano chiari dettagli rinascimentali, e sembra che le finestre della cappella Scarisbrick siano state modificate all'incirca nello stesso periodo, ovvero nella seconda metà del XVI secolo.

## Descrizione
L'English Heritage ha inserito dall'11 maggio 1953 la chiesa dei Santi Pietro e Paolo di Ormskirk tra gli edifici storici come monumento classificato di seconda categoria col numero 1221160. La chiesa appartiene alla diocesi di Liverpool.

### Esterni
La chiesa sorge nell'abitato del villaggio di Ormskirk nella contea del Lancashire nel Nord Ovest dell'Inghilterra, Regno Unito. Come particolarità distintiva la chiesa parrocchiale di Ormskirk è una delle sole tre chiese parrocchiali medievali inglesi dotate sia di una torre centrale con guglia sia di una torre laterale. Le altre due sono la chiesa di Santa Maria di Purton e la Chiesa di Sant'Andrea (Wanborough), entrambe nel Wiltshire. La chiesa è interamente costruita in pietra lavorata ed è stata ristrutturata più volte. Presenta una pianta alquanto irregolare essendo stata adattata quasi certamente alle linee di un edificio preesistente. Il portale d'ingresso si trova sul lato sud ed è coperto da un portico moderno. I lati nord ed est presentano archi aperti verso la chiesa. Sopra il portale d'ingresso si trova una bifora di epoca originale con un quadrifoglio nella parte superiore. Il secondo livello della torre costituisce la transizione dal quadrato all'ottagono, e il terzo livello, o campanile, è ottagonale con bifore con quadrilobi in testa sui quattro lati cardinali, sormontato da un semplice parapetto, dal cui interno si erge la semplice guglia ottagonale in pietra. La seconda torre, o torre occidentale, è estremamente massiccia, con una base quadrata di 38 piedi e muri spessi 6 piedi. Si dice che sia stata costruita per contenere le campane di un convento religioso soppresso, probabilmente Burscough, e le sue grandi dimensioni contribuiscono in parte a confermare tale tradizione. È chiaro che in questo periodo fosse necessaria una torre più grande dell'attuale torre sud-ovest per ospitare un grande gruppo di campane recentemente acquisito e poiché la torre sud-ovest non fu abbattuta, la nuova non poté essere costruita nella posizione normale di una torre occidentale, ovvero con il suo asse sulla linea mediana della navata, a meno che il suo diametro non fosse stato notevolmente ridotto. Ciò era, a quanto pare, impossibile, il che suggerisce che le dimensioni fossero determinate da una causa preesistente, e quindi la torre fu costruita il più a sud possibile, con il suo muro sud a ridosso del contrafforte nord-ovest della torre più antica, e il suo arco orientale che si ergeva senza alcuna controparte dalla faccia interna del muro sud, completamente fuori centro rispetto al quadrato della torre. Nonostante ciò la navata nord fu sovrapposta per metà della sua larghezza. Il portale occidentale presenta modanature continue. Nella parte inferiore della torre si trovano trifore a nord e a sud, con i montanti della finestra a nord di epoca moderna. Nell'angolo nord-est si trova una morsa, con ingresso da est, che corrisponde alla disposizione originale, ma prima dell'ultimo restauro sembra che ci fosse un ingresso da ovest attraverso lo stipite della finestra a nord. Nella parte superiore del campanile si trovano due trifore su ciascuna facciata, con montanti che si intersecano nella testata; un semplice parapetto merlato completa l'alzato. La guglia poggia su un piano campanario ottagonale, che poggia su una torre quadrata. La sua costruzione fu probabilmente iniziata intorno al 1430. Tuttavia, poiché condivide molte caratteristiche con le guglie delle vicine Aughton e Halsall, potrebbe risalire al XIV secolo. Ospita una singola campana donata dal conte di Derby nel 1521, ma datata 1716 (anno della sua rifusione). La grande torre occidentale del XVI secolo e presenta aperture per le campane a tre luci a coppie e una porta e una finestra occidentali che sono di dimensioni limitate rispetto alla mole complessiva della torre. L'esterno della chiesa è stato definito principalmente dal lavoro di restauro di Paley & Austin del 1877-1891, che sostituirono le finestre georgiane a tutto sesto dell'estremità occidentale della navata con finestre in stile gotico inglese e mantennero questo stile per tutto l'edificio. Il loro obiettivo era quello di riportare l'unità in una chiesa che era stata ripetutamente ristrutturata. È probabile, tuttavia, che le finestre della cappella Derby nell'angolo sud-est conservino lo stile, e forse anche alcuni dei materiali, delle finestre originali. Il concerto nella torre è costituito da un gruppo di otto campane. Si suppone che alcune o tutte provengano dal priorato di Burscough, ma che le iscrizioni siano andate perdute durante la rifusione, ad eccezione di quella sul canto acuto. Le campane dalla 4 alla 7 sono opera di Abraham Rudhall di Gloucester, mentre la 2, la 3 e il tenore sono di Thomas Rudhall. Nella guglia si trova una piccola campana, presumibilmente una rifusione del 1716 dell'antica campana dei Santi. Nel cimitero, che è stato ripetutamente ampliato, si trova una meridiana del XVIII secolo che un tempo si trovava vicino al portico.

### Interni
Gli interni della sala sono di grandi dimensioni e si compongono di tre navate, la navata centrale e le due navate laterali, oltre al presbiterio, che non presenta alcuna traccia di apparati rituali medievali. Nella sagrestia a nord del presbiterio si trova un'unica finestra a testa quadrata del XV secolo, rivolta verso ovest, verso la navata nord, che conserva i suoi montanti e le traverse in ferro originali. Non è mai stata vetrata ed è sempre stata interna. Probabilmente apparteneva alla sagrestia medievale. La cappella sud-est, o cappella di Derby, è racchiusa a nord e a ovest da una semplice cancellata in legno del XVII secolo con balaustre tornite e cimasa in ferro battuto con gigli. Presenta una grande finestra a est a sette luci, con un basso arco a quattro centri e una traversa all'imposta, e semplici luci a cuspide nella parte superiore. In questa cappella si trovano tre effigi, collocate qui in seguito a un recente restauro, che si dice siano quelle di Thomas, primo conte di Derby, e delle sue due mogli. All'interno della sala Paley e Austin rimossero le gallerie e sostituirono le arcate della navata. Le nuove arcate presentano il design preferito dagli architetti, senza capitelli. Il presbiterio subì meno modifiche e le arcate originali con pilastri ottagonali, risalenti al 1270 circa, sono state mantenute. La Cappella Derby contiene effigi del XV e XVI secolo. Una di queste è quella di Margaret Beaufort, madre di re Enrico VII. L'adiacente Cappella Scarisbrick ha una grande lastra di ottone a muro che probabilmente commemora Sir Henry de Scarisbrick. Henry combatté ad Agincourt e fu nominato cavaliere sul campo. Nella navata nord si trova la lastra di ottone Mosoke del 1661. La rima sulla lastra afferma che la tomba di famiglia nella navata risale al 1276. La cappella Scarisbrick, a ovest della cappella di Derby, non conserva elementi antichi. Le due finestre a sud mostrano dettagli simili a quelle della cappella di Derby, mentre i loro trafori sono di tipo precedente, ma in entrambe le opere in pietra sono moderne.
La parete della navata sud, risalente al XVIII secolo, conserva il basamento, il parapetto e gli stipiti di un portale a botte sul lato est. Le tre finestre sono moderne a tre luci in stile quattrocentesco. La navata nord è completamente moderna, sebbene segua apparentemente le linee di un edificio più antico. Alcuni frammenti di opere antiche sono incastonati nella parete interna della parete nord, come un frammento in marmo lavorato a uncinetto del XVI secolo e la base grossolanamente lavorata di un pilastro a grappolo. Entrambe le arcate della navata sono moderne, in stile quattrocentesco, e sostituiscono le arcate cinquecentesche con pilastri ottagonali. L'organo a canne include parti di uno strumento precedente del 1731, che si trovava nella galleria ovest. Il fonte battesimale datato 1661 è tipico del periodo. Nel portico sud è presente un arredo insolito, il banco del frustatore di cani. Il banco contiene un cassetto per la frusta,  guanti e pinze che venivano usati per separare i cani che, avendo seguito i loro padroni in chiesa, a volte iniziavano a litigare. Nella parete nord del presbiterio, che si apre sulla camera dell'organo, si trova una finestra strombata ad arco a tutto sesto. Il perimetro presenta un arco a tutto sesto fiancheggiato da una coppia di profonde cavità. Le colonne laterali, con capitelli a foglia d'acqua incastonati, fusti e basi di forma standard, sono chiaramente moderne, ma potrebbero essere state realizzate basandosi su frammenti rinvenuti al momento dello scavo della finestra.